# RK Koprivnica-NOA
Rukometni klub Koprivnica je muški rukometni klub iz Koprivnice, Koprivničko-križevačka županija. U sezoni 2022./23. klub se natječe u 2. HRL - Sjever i osvaja 3. mjesto. Predsjednik kluba je Zvonimir Cahunek, a sjedište kluba je na adresi Hrvatske državnosti 11d, 48000 Koprivnica.

## O klubu
Do 1954. godine u Koprivnici igrao se Veliki rukomet; te godine otpočela je revolucionarna promjena uvođenjem Malog rukometa te se na taj način i Koprivnica svrstala među gradove koji su tu transformaciju uspješno proveli. Prva rukometna utakmica odigrana je u listopadu 1954. godine između Gimnazijskih ekipa Koprivnice i Virovitice te se taj datum smatra kao početak djelovanja muškog rukometa u Koprivnici. Igrače je okupio i ekipu vodio mladi nastavnik tjelesnog odgoja Ivan Kušek. Nakon odigrane prve utakmice povećan je interes za ovu igru te je bilo moguće formirati nekoliko ekipa. Već naredne godine rukometaši Koprivnice bili su uključeni u službeno natjecanje, a koje traje sve do danas tj. više od pola stoljeća.
Klub je počeo djelovati 1953./54. godine pod nazivom Rukometna sekcija „Ivo Marinković“, a 1956. godine je preimenovan u RK Partizan.
Pod nazivom RK "KOPRIVNICA” Koprivnica je osnovana 1996. godine, a od 2015. godine nastupa pod imenom RK "KOPRIVNICA-HANGAR 18". Od 2018. godine klub nastupa pod imenom RK "Koprivnica-NOA". Nakon odlaska u stečaj tvrtke NOA, klub ponovno nosi stari naziv "RK Koprivnica".

## Natjecanje kroz povijest
Sustav natjecanja tijekom proteklog razdoblja mijenjao se ovisno o mnogim stvarima uz razvoj športa, tako da se naš klub natjecao u različitim ligama i područjima. Zapaženi rezultati ostvareni su u razdoblju 1971. – 1976. godine kada se Klub natjecao u Jedinstvenoj hrvatskoj ligi i kada je 1973./1974. osvojeno 4. mjesto što jasno govori o kvaliteti. Zatim, u 1999. g. naši rukometaši plasirali su se u Jedinstvenu 1. B. Ligu, zauzeli 7. mjesto i bili nadomak ulasku u 1. A. ligu.

## O mladima i o memorijalnom turniru
Kroz dugih pola stoljeća rukometnim igralištima prošlo je mnogo generacija koprivničanaca i okolnih mjesta, nekoliko tisuća mladih kojima je ovaj sport i klub predstavljao svojevrsni odgoj i zdravo usmjerenje na temeljima amaterizma i ljudskih vrijednosti usmjerenim kroz športsko nadmetanje. Tako ovo opredjeljenje članovi i igrači Kluba najbolje su pokazali u najtežim trenucima stvaranja samostalne Hrvatske, naš vrsni rukometaš Goran Vrbošić – Vrba dao svoj život za ostvarenje ideala mnogih generacija. U spomen i čast na G. Vrbošića, Klub svake godine organizira Memorijalni turnir.
Klub također svake godine organizira Memorijalni turnir “Braća Đelekovčan” za mlađe uzraste u spomen na istaknute rukometaše našeg kluba koji su prerano i tragično preminuli.
Rad s mladima tradicija je ovog kluba. Svake godine okupljamo nove generacije dječaka te im kroz našu „Školu rukometa” nastojim pružiti što više rukometnog znanja, športskog odgoja i zdravih pogleda na sam šport i život općenito. U „školu rukometa” prosječno je uključeno između 100 i 130 dječaka u dobi od 7-16 godina starosti.

## Klub danas
Danas kluba okuplja oko 150 rukometaša od čega ovu brojku čini 20-ak seniora dok su sve ostalo djeca u mlađim kategorijama natjecanja, a koja ostvaruju zapažene rezultate. U sezoni 2015./2016. ekipe 2002./2003. i 2004./2005. godišta su izborile plasman na Završnicu državnog prvenstva RH, dok je ekipa 2000./2001. godišta osigurala plasman u Jedinstvenu kadetsku ligu na nivou RH u sezoni 2016./2017. i 2017./2018. što sve zajedno čini izniman uspjeh Škole rukometa našeg rukometnog kluba.
Klub nastupa i natječe se u sljedećim kategorijama i natjecanjima sa svim svojim ekipama za sezonu 2018./19.:
Seniori – 2. HRL - Sjever, Ekipa (2000./2001.) – 1. HKRL, Ekipa (2002./2003.) – 1. HMKRL – Sjever, Ekipa (2004/2005) – 1. HRLD ”A” – Sjever, Ekipa (2006./2007.) – 1. HRLD ”B” – Sjever, Ekipa (2008./2009.) – Međužupanijska liga.
U sezoni 2017./18. klub osvaja 1. mjesto u 3. hrvatskoj rukometnoj ligi – Sjever i ulazi u 2. HRL – Sjever gdje nažalost ostaje samo jednu sezonu te u sezoni 2018./19. zauzima posljednje mjesto i ponovno ispada u 3. hrvatsku rukometnu ligu – Sjever.

## Uspjesi
3. HRL Sjever
- 1. mjesto

2. HRL – Sjever
- ulazak u viši rang

## Vanjske poveznice
- Rukometni klub Koprivnica
- Rukometni klub Koprivnica, facebook stranica